# Бочкарёв, Валериан Иванович
Валериан Иванович Бочкарёв (21 августа [2 сентября] 1892, Графский, Приморская область — 13 апреля 1923, вблизи реки Наяхан, Гижигинский уезд) командир антибольшевистского отряда на Дальнем Востоке во время гражданской войны в России.

## Биография
Был незаконнорожденным сыном дочери уссурийского казака. Изначально носил фамилию Озеров, потом принял фамилию своей матери Бочкаревой.
В 1912 году поступил в мореходное училище во Владивостоке. Учился плохо, училища не закончил, в 1917-1918 годах служил офицером на кораблях Сибирской военной флотилии.
Затем Бочкарев был сподвижником атамана Ивана Калмыкова, потом стал командиром самостоятельного отряда, который начал партизанскую борьбу с большевиками. Утверждается, что именно его отряд ликвидировал в мае 1920 года С.Г. Лазо, А. Н. Луцкого и В. М. Сибирцева, которые были сожжены заживо в топке паровоза.
В ходе партизанской войны 19 июня 1920 года бочкаревцы в Имане убили крупного большевистского чиновника, особоуполномоченного Приморского правительства П.В. Уткина. После этого в Хабаровск был послан крупный отряд карателей под руководством инспектора милиции В. Колисниченко, в результате боёв Бочкарев и его отряд, израсходовав боеприпасы, сдались в плен. Их доставили во Владивостокскую тюрьму.
Из тюрьмы Бочкарев послал письмо в Дальбюро ЦК РКП(б), в котором просил для искупления вины направить его на польский фронт. Но в конце августа 1920 года с помощью своих друзей на воле он смог бежать из тюрьмы, после чего возглавил партизанский отряд, действовавший в районе Гродеково, который стал нападать на представителей большевистской власти.
После того, как 26 мая 1921 года во Владивостоке произошел антибольшевистский переворот и образовалось Временное Приамурское правительство во главе с С.Д. Меркуловым, Бочкарев был произведен в чин войскового старшины и назначен командиром военной экспедиции, направленной на помощь поднявшей восстание Народной армии Якутской области во главе с корнетом Василием Коробейниковым.
3 октября 1921 года суда экспедиции подошли к Охотску. Охотск был взят и там произошла встреча отряда Народной армии Охотского уезда под командованием капитана Ивана Яныгина с войсками приамурского правительства, после чего Меркулов произвел Бочкарева в полковники, а порт Охотск стал базой, через которую партизанские отряды в Якутской области стали получать помощь. 
Вскоре отрядом Бочкарёва было занято все Охотское побережье и Петропавловск-Камчатский. Бочкарев со своим отрядом обосновался в Гижиге. Бочкаревцы занялись заготовками пушнины на севере Якутской области. 
Поскольку мех был конвертируемой валютой и на него закупались продовольствие, оружие и боеприпасы, то за контроль над ним велась борьба, в основном между партизанами Народной армии и бочкаревцами. Что в итоге вылилось в мятеж 8 июля 1922 года, когда группа офицеров бочкаревского отряда, перешедших туда из Народной армии, попыталась отстранить Бочкарёва от командования. Во время боя он был ранен. Для оправдания своего мятежа офицеры Гижигинского района выпустили заявление: «Преступная деятельность полковника Бочкарева, выразившаяся открытым неподчинением Приамурскому правительству… и полный произвол… переполнили чашу терпения и принудили чинов стражи арестовать полковника…». Но Бочкарев при поддержке части подчинённых смог подавить мятеж и вернуть себе власть.
После падения Владивостока против небольших сил бочкаревцев большевики перебросили регулярные войска. В ноябре 1922 года красные захватили Петропавловск-Камчатский, а 10 апреля 1923 года заняли Гижигу. Бочкарёв со своим отрядом отступил в район реки Наяхан, где попытался организовать оборону. Но подошедшие через три дня красные войска нанесли бочкаревцам поражение, при этом сам Бочкарёв был убит.
Остатки отряда Бочкарёва отступили вглубь Якутской области, где сформировали Белый Клин в селе Аллаиха. Они сдались большевикам лишь год спустя после объявления общей амнистии.